# فرنسيس س. هاموند
فرنسيس س. هاموند (بالإنجليزية: Francis C. Hammond)‏ هو بحار أمريكي، ولد في 9 نوفمبر 1931 في الإسكندرية في الولايات المتحدة، وتوفي في 27 مارس 1953 في كوريا في ممالك كوريا الثلاث.